# Liste der Biografien/Nib
Liste der Biografien |
Portal Biografien |
Personensuche
# |
A |
B |
C |
D |
E |
F |
G |
H |
I |
J |
K |
L |
M |
N |
O |
P |
Q |
R |
S |
T |
U |
V |
W |
X |
Y |
Z |
?
 
Na |
Nb |
Nc |
Nd |
Ne |
Nf |
Ng |
Nh |
Ni |
Nj |
Nk |
Nl |
Nm |
Nn |
No |
Nr |
Ns |
Nt |
Nu |
Nv |
Nw |
Nx |
Ny |
Nz
 
Nia |
Nib |
Nic |
Nid |
Nie |
Nif |
Nig |
Nih |
Nii |
Nij |
Nik |
Nil |
Nim |
Nin |
Nio |
Nip |
Niq |
Nir |
Nis |
Nit |
Niu |
Niv |
Niw |
Nix |
Niy |
Niz
Die Liste der Biografien führt alle Personen auf, die in der deutschsprachigen Wikipedia einen Artikel haben. Dieses ist eine Teilliste mit 29 Einträgen von Personen, deren Namen mit den Buchstaben „Nib“ beginnt.

## Nib

### Niba
- Nibali, Antonio (* 1992), italienischer Radrennfahrer
- Nibali, Vincenzo (* 1984), italienischer RadrennfahrerVincenzo Nibali (* 1984)

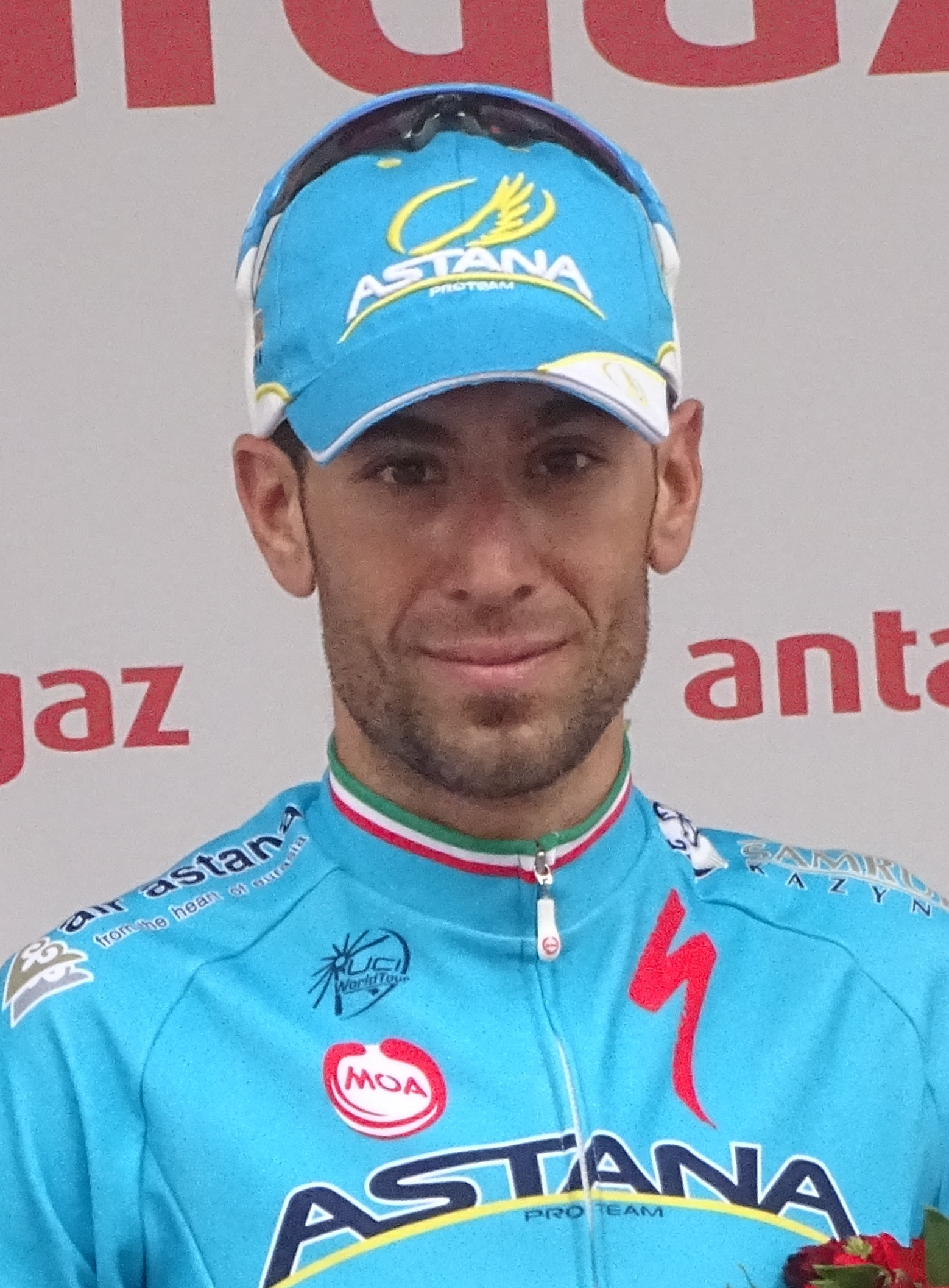
Vincenzo Nibali (* 1984)

- Nibart-Devouard, Florence (* 1968), französische Agraringenieurin und ehemalige Vorsitzende der Wikimedia Foundation

### Nibb
- Nibbe, Walther (1900–1954), deutscher NS-funktionär und SA-Gruppenführer
- Nibbeling-Wrießnig, Martina (* 1958), deutsche Diplomatin
- Nibbrig, Benny (* 1990), deutscher Volleyballspieler
- Nibbs, Arthur (* 1959), antiguanischer Politiker
- Nibby, Antonio (1792–1839), italienischer Klassischer Archäologe und Topograph

### Nibe
- Nibel, Hans (1880–1934), deutscher Maschinenbau-Ingenieur, Chefkonstrukteur und Vorstandschef der Benz & Cie.
- Nibelle, Henri (1883–1967), französischer Organist und Komponist
- Niber Lawrence, Lily (* 1997), ghanaische Fußballspielerin
- Nibert, David (* 1953), US-amerikanischer Autor und Soziologe an der Wittenberg University

### Nibi
- Nibigira, Carmen (1978–2024), burundische Reiseveranstalterin und Tourismusmanagerin
- Nibigira, Ezéchiel, Politiker

### Nibl
- Niblack, Silas L. (1825–1883), US-amerikanischer Politiker
- Niblack, William E. (1822–1893), US-amerikanischer Politiker
- Nibler, Ferdinand (* 1934), deutscher Physiker
- Nibler, Josef (1865–1921), deutscher Politiker (Landrat)
- Niblett, Jason (* 1983), australischer Radrennfahrer
- Niblett, Scout (* 1973), britische Sängerin
- Niblett, Vic (1924–2004), englischer Fußballspieler
- Nibley, Hugh (1910–2005), amerikanischer Autor, mormonischer Apologet und Professor an der Brigham Young University
- Nibling, Johannes († 1526), deutscher Zisterzienserprior, Schriftsteller
- Niblo, Fred (1874–1948), US-amerikanischer Filmregisseur
- Niblo, Fred junior (1903–1973), US-amerikanischer Drehbuchautor
- Niblock, Phill (1933–2024), US-amerikanischer Multi-Media-Künstler und Komponist

### Nibo
- Nibombé, Daré (* 1980), togoischer Fußballspieler
- Nibona, Appolonie, burundische Botschafterin
- Niboyet, Jean-Paulin (1886–1952), französischer Rechtswissenschaftler